# Brigitte Berges
Pour les articles homonymes, voir Berges.
Brigitte Berges est une comédienne française née le 19 janvier 1963 à Paris (Seine).
Spécialisée dans le doublage, elle est notamment connue pour être la voix française de Toni Collette, Nastassja Kinski, Rosanna Arquette, Nicole Kidman, Amy Ryan et Patricia Arquette.
Elle est la voix française de Batgirl de Batman (1992-1995).

## Doublage

### Cinéma

#### Films
- Toni Collette[1] dans (11 films) : 
  - Muriel (1994) : Muriel Heslop
  - The Dead Girl (2006) : Arden
  - Little Miss Sunshine (2006) : Sheryl
  - Le Temps d'un été (2007) : Nina
  - La Fabuleuse histoire d'Esther Blueburger (2008) : Mary
  - Cet été-là (2013) : Pam
  - Up and Down (2014) : Maureen
  - Ma meilleure amie (2015) : Milly
  - Conspiracy (2017) : Emily Knowles
  - Fun Mom Dinner (2017) : Kate
  - Le Passager nº4 (2021) : la commandante Marina Barnett

- Nastassja Kinski[1] dans (9 films) : 
  - Revolution (1985) : Daisy Mc Connahay
  - Si loin, si proche ! (1993) : Raphaela
  - Pour une nuit... (1997) : Karen
  - La Fête des pères (1997) : Collette Andrews
  - Susan a un plan (1998) : Susan Holland
  - Suspicion (1999) : Badge Muller
  - Potins mondains et amnésies partielles (2001) : Alex
  - Braquage au féminin (2001) : Misha
  - American Rhapsody (2001) : Margit
- Rosanna Arquette[1] dans (6 films) : 
  - Black Rainbow (1989) : Martha Travis
  - Pêche Party (1997) : Rita
  - Kill Your Friends (2015) : Barbara
  - Frank et Lola (2016) : Patricia
  - SPF-18 (2017) : Faye Cooper
  - Holy Lands (2018) : Monica

- Amy Ryan[1] dans (4 films) : 
  - Le Pont des espions (2015) : Mary Donovan
  - Infiltrator (2016) : Bonni Tischler
  - Agents presque secrets (2016) : l'agent Pamela Harris
  - My Beautiful Boy (2018) : Vicki Sheff

- Elisabeth Shue[1] dans (3 films) : 
  - Retour vers le futur 2 (1989) : Jennifer Parker-McFly
  - Retour vers le futur 3 (1990) : Jennifer Parker-McFly
  - First Born (2007) : Laura

- Nicole Kidman[1] dans (3 films) : 
  - Horizons lointains (1992) : Shannon Christie
  - My Life (1993) : Gail Jones
  - Le Pacificateur (1997) : Julia Kelly

- Patricia Arquette[1] dans (3 films) : 
  - L'Agent secret (1996) : Winnie
  - Little Nicky (2000) : Valerie
  - En eaux troubles (2002) : Scarlett

- Marisa Tomei dans :
  - Cœur sauvage (1993) : Caroline
  - Le Journal (1994) : Martha Hackett

- Patsy Kensit dans :
  - Des anges et des insectes (1995) : Eugenia Alabaster Adamson
  - Janice l'intérimaire (1999) : Julia

- Lili Taylor dans : 
  - The Specialist (2012) : Mrs Capo
  - Conjuring : Les Dossiers Warren (2013) : Carolyn Perron

- 1989 : Fatal Games : Veronica Sawyer (Winona Ryder)
- 1990 : Ghost : Molly Jensen (Demi Moore)
- 1991 : Le Silence des agneaux : Catherine Martin (Brooke Smith)
- 1993 : Kalahari : Nonnie Parker (Reese Witherspoon)
- 1993 : La Liste de Schindler : Helen Hirsch (Embeth Davidtz)
- 1995 : Bad Boys : Julie Mott (Téa Leoni)
- 1996 : Twister : Joanne Thorton-Harding  (Helen Hunt)
- 1996 : Bogus : Lorraine Franklin (Nancy Travis)
- 1997 : Le Monde perdu : Jurassic Park : Sarah Harding  (Julianne Moore)
- 1997 : Postman : Espérance (Mary Stuart Masterson)
- 1998 : Primary Colors : Daisy  (Maura Tierney)
- 1999 : Magnolia de Paul Thomas Anderson : Claudia Wilson (Melora Walters)
- 2000 : Space Cowboys : Sarah Holland  (Marcia Gay Harden)
- 2003 : Les Maîtres du jeu : Tiffany (Thandie Newton)
- 2005 : Orgueil et Préjugés : Charlotte Lucas (Claudie Blakley)
- 2019 : Les Deux Papes : ? ( ? )
- 2021 : 7 Prisonniers : ? ( ? )
- 2022 : American Girl : Hallsy (Leah Pinsent)
- 2023 : Transformers: Rise of the Beasts : ? ( ? )
- 2023 : Freestyle : ? ( ? )

#### Films d'animation
- 1986 : Mon petit poney, le film : Bourrasque
- 1998 : Le Prince d'Égypte : Tsipora (voix parlée)
- 1998 : Batman et Mr. Freeze : Subzero : Barbara Gordon / Batgirl
- 1999 : Le Roi et moi : Anna Leonowens
- 2002 : Le Royaume des chats : la mère de Haru

### Télévision

#### Téléfilms
- Gloria Reuben dans :
  - Le Prix de l'indiscrétion (1998) : Eve Dodd
  - La Douleur du passé (1999) : Barbara Ann
  - Le Secret du vol 353 (2000) : Rose Tucker
  - La Fête de la Toussaint (2001) : Cecile Ste. Marie
  - L'Enfant du passé (2002) : Natalie Britain
  - Jesse Stone : Innocences perdues (2011) : Thelma Gleffey
  - Jesse Stone : Le Bénéfice du doute (2012) : Thelma Gleffey
  - Le Sourire du tueur (2014) : Melinda Gand
  - La Promesse de Jessica (2015) : Gloria
  - Les Noëls de ma vie (2018) : Lydia Taylor

- Nancy Harding dans :
  - La Dernière Danse d'une cheerleader (2020) : Jessica Anderson
  - L'Amant de mon mari (2023) : Rhonda O'Shea

- 1997 : Secrets de famille : Joanne Chadway (Molly Gross)
- 2011 : Le Prix du passé :  Stephanie Wickers / Kate Collins (Ashley Jones)
- 2019 : Un Noël magique à Rome : Margaret Fletcher (Holly Hayes)
- 2019 : Noël au palace : ? (?)
- 2021 : Milliardaire ou presque : Laura (Mitra Lohrasb)
- 2022 : L'Internat de la honte : Irene (Colleen Wheeler)

#### Séries télévisées
- Gloria Reuben dans (16 séries) :
  - Homicide (1995) : l’inspecteur Theresa Walker (saison 3)
  - Urgences (1995-2008) : Dr Jeanie Boulet (en) (102 épisodes)
  - Espions d'État (2001-2002) : Lisa Fabrizzi (23 épisodes)
  - Washington Police (2002) : Lisa Fabrizzi (saison 2, épisode 19)
  - Missing : Disparus sans laisser de trace (2003-2004) : Brooke Haslett (18 épisodes)
  - Numb3rs (2005) : Erica Quimby (saison 1, épisode 12)
  - New York, unité spéciale (2007 / 2011) : l'assistante du procureur Christine Danielson (saison 9, épisode 10 puis saison 12, épisodes 4 et 14)
  - Raising the Bar : Justice à Manhattan (2008-2009) : Rosalind Whitman (25 épisodes)
  - Drop Dead Diva (2010) : le professeur Kathy Miller (saison 2, épisode 13)
  - Falling Skies (2013) : Marina Peralta (9 épisodes)
  - Mr. Robot (2015-2019) : Krista Gordon (16 épisodes)
  - Flynn Carson et les Nouveaux Aventuriers (2017) : Jade Wells (saison 4, épisode 4)
  - Cloak and Dagger (2018-2019) : Adina Johnson (17 épisodes)
  - Blue Bloods (2021) : l'agent spécial Rachel Weber (saison 11, épisodes 15 et 16)
  - NCIS: Hawaiʻi (2023) : la commandante Tannon McCarthy (saison 2, épisode 19)
  - Complicités (2025) : Michelle Sanders (mini-série)

- Rosanna Arquette dans (14 séries) :
  - Will et Grace (2003) : Julie (saison 5, épisodes 13 et 16)
  - The L Word (2004-2007) : Cherie Jaffe (5 épisodes)
  - New York, section criminelle (2006) : Kay Connelly (saison 1, épisodes 8 et 9)
  - What About Brian (2006-2007) : Nicole « Nic » Varzi (24 épisodes)
  - Lipstick Jungle : Les Reines de Manhattan (2008) : Tina Atwood (saison 2, épisode 7)
  - Les Mystères d'Eastwick (2009) : Greta Noa (saison 4, épisode 14)
  - Private Practice (2010) : Corinne (saison 3, épisodes 13 et 15)
  - Royal Pains (2012) : Louise « Lou » Hunter (saison 4, épisodes 13 et 14)
  - Girls (2013) : Petula (saison 2, épisode 7)
  - Ray Donovan (2013-2014) : Linda (6 épisodes)
  - New York, unité spéciale (2014) : Alexa Pierson (saison 15, épisode 14)
  - Ratched (2020) : Anna (saison 1, épisodes 6 et 7)
  - Paul T. Goldman (en) (2023) : Genevieve (mini-série)
  - Florida Man (2023) : Rose (mini-série)

- Leslie Silva (en) dans (5 séries) :
  - Providence (1999) : Dr Helen Reynolds (18 épisodes)
  - Odyssey 5 (2002-2003) : Sarah Forbes (19 épisodes)
  - Person of Interest (2012) : l'infirmière Abbott (saison 1, épisode 17)
  - Bull (2016) : la juge Maya Lamkin (1re voix - saison 1, épisode 7)
  - FBI (2020) : l'agent de la NSA Dawson (saison 2, épisode 12)

- Lili Taylor dans :
  - Six Feet Under (2002-2005) : Lisa Kimmel-Fisher (25 épisodes)
  - The Good Wife (2010) : Donna Seabrook (saison 2, épisode 6)
  - New York, unité spéciale (2015) : Marta Thornhill (saison 16, épisodes 15 et 23)

- Joy Tanner dans :
  - Derek (2005-2009) : Nora MacDonald-Venturi (70 épisodes)
  - Les Enquêtes de Murdoch (2017) : Edith Frizzel (saison 10, épisode 11)
  - Private Eyes (2019) : Candice (saison 3, épisode 10)

- Paula Boudreau dans :
  - The Handmaid's Tale : La Servante écarlate (2017-2022) : (6 épisodes)
  - Tiny Pretty Things (en) (2020) : Selena Covey (7 épisodes)
  - Coroner (2021) : Roxana Nyland (saison 3, épisode 5)

- Shanésia Davis-Williams dans :
  - Demain à la une (1996-2000) : Marissa Clark (90 épisodes)
  - Chicago Fire (2013 / 2016) : Shonda (saison 1, épisode 17 et saison 4, épisode 16)

- Kim Raver dans : 
  - New York 911 (1999-2005) : Kimberly « Kim » Zambrano (111 épisodes)
  - The Nine : 52 heures en enfer (2006-2007) : Kathryn Hale (13 épisodes)

- Debbi Morgan dans :
  - Boston Public (2000-2001) : la superintendante Marsha Shinn (4 épisodes)
  - Providence (2001) : Marilyn Chase (saison 4, épisode 2)

- Judith Scott dans :
  - Jake 2.0 (2003-2004) : Louise « Lou » Beckett (16 épisodes)
  - Retour à Lincoln Heights (2008) : Anita Kingston (saison 3)

- Jeri Ryan dans :
  - Newport Beach (2005) : Charlotte Morgan (saison 3)
  - Leverage (2009-2011) : Tara Cole (8 épisodes)

- Yaya DaCosta dans :
  - Ugly Betty (2009) : Nico Slater #2 (saison 4)
  - Mercy Hospital (2010) : Brooke Sullivan (épisode 17)

- America Olivo dans :
  - NCIS : Los Angeles (2011) : Eva Espinoza (saison 3, épisode 5)
  - Warehouse 13 (2013) : Rebecca Carson (saison 4, épisode 13)

- Karen Strassman (en) dans :
  - Weeds (2011) : Jolene Waite (saison 7)
  - Silicon Valley (2015) : la conseillère principale Hooli (saison 2, épisodes 9 et 10)

- Toni Collette dans :
  - Hostages (2013-2014) : Dr Ellen Sanders (15 épisodes)
  - Le Pouvoir (2023) : Margot Cleary-Lopez

- Romy Rosemont dans :
  - Grimm (2015) : Beverly Bennett (saison 4, épisode 14)
  - Big Sky (2021-2022) : Agatha (saison 2)

- Joanna Bobin dans :
  - Mr Selfridge (2016) : Felicity « Flic » Jenner (saison 4)
  - La Chronique des Bridgerton (depuis 2020) : Lady Cowper

- Fabrizia Sacchi dans :
  - L'Amie prodigieuse (2018-2020) : Lidia Sarratore (4 épisodes)
  - Luna Park (2021) : Lucia Gabrielli (6 épisodes)

- 1983-2020 : Des jours et des vies : Hope Williams-Brady (Kristian Alfonso) (4239 épisodes)
- 1985-1994 : Nord et Sud : Brett Main-Hazard (Genie Francis) (mini-série, parties 1 à 3)
- 1990 : Les Contes de la crypte : Cathy Marno (Demi Moore) (saison 2, épisode 1)
- 1994-1995 : Models Inc. : Sarah Owens (Cassidy Rae (en)) (29 épisodes)
- 1997-1998 : Brooklyn South : l'officier Nona Valentine (Klea Scott (en)) (22 épisodes)
- 1998 : Le Flic de Shanghaï : l'inspecteur Dana Dickson (Tammy Lauren) (5 épisodes)
- 1998-2002 : Lexx : Xev Bellringer (Xenia Seeberg (de)) (55 épisodes)
- 2000-2001 : The $treet : Donna Pasqua (Melissa De Sousa (en)) (12 épisodes)
- 2001-2002 : The Job : Toni (Karyn Parsons) (10 épisodes)
- 2003 : Sue Thomas, l'œil du FBI : Nora Albright (Sarah Lafleur) (saison 2, épisode 1)
- 2006 : Ugly Betty : Nico Slater #1 (Jowharah Jones) (saison 1)
- 2007 : Scotland Yard, crimes sur la Tamise : Rachel Burns (Sinead Matthews (en)) (saison 10, épisodes 7 et 8)
- 2008 : Cashmere Mafia : Juliet Draper (Miranda Otto) (7 épisodes)
- 2008-2009 : Eli Stone : Ellen Wethersby (Debrah Farentino) (4 épisodes)
- 2010 : Nurse Jackie : Sarah Khouri (Julia Ormond) (saison 2)
- 2010 : Three Rivers : Yolanda Moss (Lorraine Toussaint) (épisode 11)
- 2010-2011 : Shattered : la commandante Pam Garrett (Karen LeBlanc) (13 épisodes)
- 2010-2011 : Gossip Girl : Cynthia Sharp (Marsha Dietlein (en)) (saison 4, épisodes 11 et 17)
- 2011 : Flashpoint : l'inspecteur Merry Danner (Natalie Brown) (saison 3, épisode 12)
- 2011-2013 : Suburgatory : Lucille (Brooke Baumer) (5 épisodes)
- 2012 : Annika Bengtzon : Karin Bellhorn (Maria Kulle (sv)) (épisode 2)
- 2013-2015 : Les Feux de l'amour : Kelly Andrews (Cynthia Watros puis Cady McClain (en)) (159 épisodes)
- 2014 : Revenge : Loretta Deaton (Jayne Brook) (saison 3, épisode 13)
- 2015 : Jessica Jones : Audrey Eastman (Jessica Hecht) (saison 1, épisode 4)
- 2015 : Remedy : Dr Mala Bhaduri (Pamela Mala Sinha (en))
- 2015-2016 : Empire : Camilla Marks (Naomi Campbell) (8 épisodes)
- 2015-2023 : Blacklist : Charlene Cooper (Valarie Pettiford) (17 épisodes)
- 2016 : Bates Motel : l'infirmière Penny (Kelly-Ruth Mercier) (saison 4)
- 2016 : The Big Bang Theory : Dr Gallo (Jane Kaczmarek) (saison 9, épisode 12)
- 2016 : Reign : Le Destin d'une reine : Beatrice Somerset (Sarah Mennell) (saison 3, épisode 14)
- 2016-2018 : Humans : Neha Patel (Thusitha Jayasundera (en)) (13 épisodes)
- 2016-2019 : Fleabag : la Marraine (Olivia Colman) (9 épisodes)
- 2017 : Le Dernier Seigneur : Molly (Jessy Hodges) (épisode 7)
- 2017-2019 : Hindafing, un village bavarois un peu différent (de) : Gabi Goldhammer (Petra Berndt (de)) (12 épisodes)
- 2018 : Trust : Jacqueline (Lynda Boyd (en)) (épisode 1)
- 2018 : Mythes et Croyances : Mary Webster (Paula Malcomson) (saison 2, épisode 5)
- 2018 : The Romanoffs : Mme Swanson (Jennifer Parsons) (épisode 5)
- 2019 : Work in Progress : Claire (Megan Kellie) (saison 1, épisode 3)
- 2019 : Quicksand : Camilla Norberg (Anna Björk (sv)) (mini-série)
- 2019 : The Widow : Sally Newell (Siobhan Finneran) (épisodes 5 et 6)
- 2019 : Too Old to Die Young : la capitaine Sylvia Wilcox (Kristin Carey) (mini-série)
- 2019-2020 : Truth Be Told : Le Poison de la vérité : Melanie Cave (Elizabeth Perkins) (saison 1)
- 2019-2021 : Atypical : (Jenny O'Hara (en)) (4 épisodes)
- 2019-2021 : Manhunt : Louise Sutton (Claudie Blakley) (7 épisodes)
- 2019-2023 : Carnival Row : Haruspex Tsimani (Alice Krige) (9 épisodes)
- 2020 : Intimidation : Heidi Doyle (Jennifer Saunders) (mini-série)
- 2020 : The Politician : Sway (Karen Braga) (saison 2, épisode 7)
- 2020 : All American : Dr Taylor (Sundra Oakley) (saison 2, épisode 11)
- 2020 : Ramy : Dr Chava (Michelle Sims) (saison 2, épisode 5)
- 2020 : Kalifat : Anette (Hanna Ullerstam (sv))
- 2021 : On the Verge : Yasmin (Sarah Jones) (12 épisodes)
- 2021 : Glória : Sofia (Maria João Pinho (pt)) (10 épisodes)
- 2021-2023 : La Roue du temps : Maigan (Sandy McDade (en)) (4 épisodes)
- 2021-2023 : Aime-moi (en) : Anita (Heather Mitchell (en)) (11 épisodes)
- 2022 : Devil in Ohio : Rhoda Morrison (Samantha Ferris) (mini-série)
- 2022 : Une affaire privée : ? ( ? )
- 2022 : La Crue (pl) : Mme Jadwiga (Ewa Kolasińska (pl)) (mini-série)
- 2022 : Mood : Laura (Jessica Hynes) (mini-série)
- 2022 : Belascoarán, détective privé : Amada Luna (Paloma Woolrich (es)) (mini-série)
- 2022 : Minx : Francesca (Lesli Margherita (en)) (saison 1, épisode 5)
- 2022 : L'École de gym : Une seconde chance : Mary [Qui ?]
- 2023 : Lucky Hank (en) : Leslie (Glynis Davies)
- 2023 : Pacto de silencio : Gloria (Sophie Gómez)
- 2023 : Thérapie, adapté du roman de Sebastian Fitzek (de) : Frau Seeberger (Gabi Herz (de))
- 2023 : Sous la neige (de) : Maria (Maria Hofstätter)
- 2023 : A Body That Works (en) : la mère d'Ellie (Nurit Galron (en))
- 2024 : Double Piège : ? (?) (mini-série)
- 2024 : Ripley : ? (?) (mini-série)

#### Séries d'animation
- 1980-1981[n 1] : Le Monde Enchanté de Lalabel[2] : Gladys Ulysse
- 1981-1982[n 2] : Sandy Jonquille : la princesse Catherine (épisode 31)
- 1985-1986 : Emi Magique : la sœur du capitaine du club de boxe (épisode 7)
- 1986 : Clair de Lune : Bucky, Scolett
- 1987-1989[3] : Raconte-moi une histoire[4] : la Belle au bois dormant
- 1992-1995 : Batman : Barbara Gordon / Batgirl, l'Empoisonneuse (épisode 70), Summer Gleeson (certains épisodes), Talia Al Gul (épisode 69)
- 1994-1995 : Aladdin : Saleen
- 1997 : Blake et Mortimer : Agnès
- 1999 : Roswell, la Conspiration : Nema
- 1999-2001 : Batman, la Relève : Talia Al Gul
- 2007-2015 / 2025 : Phinéas et Ferb : Linda Flynn
- 2017-2022 : Pete the Cat : Mme Burrow et la mère de Grumpy

### Jeux vidéo
- 2022 : Lego Star Wars : La Saga Skywalker : voix additionnelles
- 2023 : Hogwarts Legacy : L'Héritage de Poudlard : Pr Kogawa
- 2023 : Diablo IV : ?
- 2024 : Apollo Justice: Ace Attorney Trilogy : Ga'ran Sigatar Khura'in
- 2024 : Dead Rising Deluxe Remaster : Lindsay Harris